# Amt Ausland/Abwehr

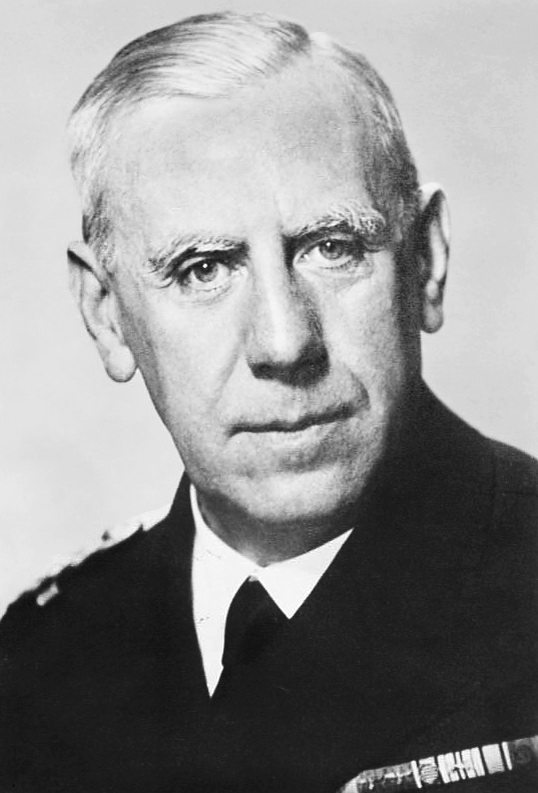
Wilhelm Canaris, von 1935 bis 1944 Leiter der Abwehr

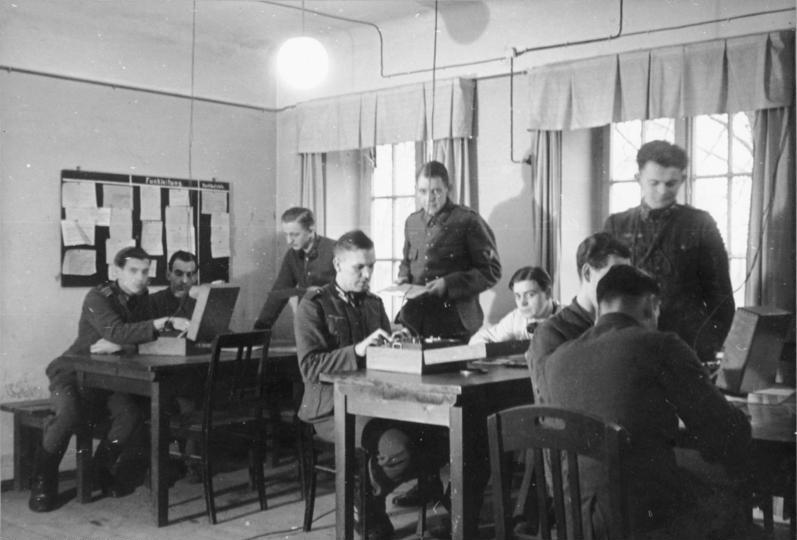
Schlüsselraum (Deckname: „Domäne“) des Geheimen Funkmeldedienstes der Abwehr (Referat I/i) mit Soldaten beim Ver- oder Entschlüsseln von Nachrichten mithilfe der Schlüsselmaschine Enigma

Das Amt Ausland/Abwehr im Oberkommando der Wehrmacht, kurz Abwehr genannt, war der Nachrichtendienst der Wehrmacht während des Zweiten Weltkriegs. Es ging 1939 aus der Amtsgruppe Auslandsnachrichten und Abwehr (kurz Amtsgruppe Ausland/Abwehr) hervor und 1944 großteils im Reichssicherheitshauptamt auf. Abwehr war im deutschen Sprachgebrauch seit 1920 die verbreitete Bezeichnung für den Militärnachrichtendienst im Deutschen Reich. Die Zuständigkeiten erstreckten sich auf den Geheimen Meldedienst, Sabotage und Spionage im Feindesland, Diversion (Ablenkung) und die Abwehr von Spionage und Sabotage.
Unter seinem Chef Admiral Wilhelm Canaris wurde das Amt Ausland/Abwehr auch für den Widerstand gegen den Nationalsozialismus genutzt, darunter Attentate auf Hitler und Rettung von Juden vor dem Holocaust.

## Vorgeschichte
Bereits kurz nach dem Ende des Ersten Weltkriegs waren Teile der aufgelösten Abteilung III b in das Truppenamt als getarnte Organisation übernommen worden und bildeten hier ab 1920 eine sogenannte Abwehrgruppe.
Diese Abwehrgruppe wurde 1921 als Spionage-Abwehrstelle in das Reichswehrministerium überführt und wurde 1928 zu einer eigenständigen Abwehrabteilung.
Die Hauptaufgabe der „Abwehr“ bestand in der Beschaffung von Informationen mit nachrichtendienstlichen Mitteln und Methoden zur Einschätzung und Beobachtung gegnerischer Militärformationen. Erst in zweiter Instanz standen Fragen der Geheimhaltung und des Schutz der Truppe im Mittelpunkt. In den Fragen der Spionageabwehr bestand von Anfang an eine direkte Zusammenarbeit mit dem Reichskommissar für öffentliche Ordnung (RKO) und den regionalen Polizeibehörden, in diesem Fall der Staatspolizei Centralstellen (C.St.), wie sie 1907 in Preußen gegründet worden waren.
Mit der Aufrüstung der Wehrmacht wuchs auch die Zahl der Abwehrmitarbeiter. Während die Abwehrabteilung im Jahr 1933 nur über knapp 150 Mitarbeiter verfügte, waren es Mitte 1937 bereits fast 1000. Bis zum Kriegsbeginn 1939 verdoppelte sich die Zahl auf etwa 2000.

## Gründung des Amts Ausland/Abwehr

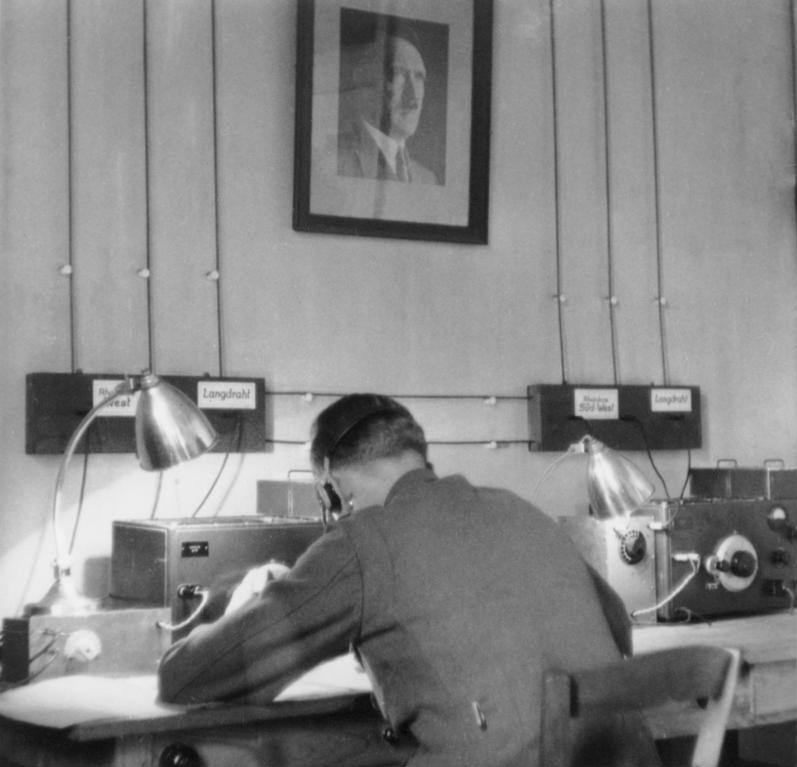
Soldat des Geheimen Funkmeldedienstes des OKW-Amts Ausland/Abwehr

Am 4. Februar 1938 wurde die Abwehrabteilung zur Amtsgruppe Auslandsnachrichten und Abwehr des neu geschaffenen Oberkommandos der Wehrmacht ernannt. Kurz nach Kriegsbeginn, am 18. Oktober 1939, erfolgte die Erhebung der Amtsgruppe zum Amt Ausland/Abwehr, welches direkt dem Chef des Oberkommandos der Wehrmacht, General Wilhelm Keitel, unterstellt war. Das Hauptquartier des Amtes befand sich im Gebäude des Oberkommandos der Wehrmacht am Tirpitzufer 75–76 (heute Reichpietschufer) in Berlin-Tiergarten.
Chef des Amtes Ausland/Abwehr wurde Konteradmiral Wilhelm Canaris, der zuvor bereits Leiter der Abwehrabteilung gewesen war. 

## Gliederung

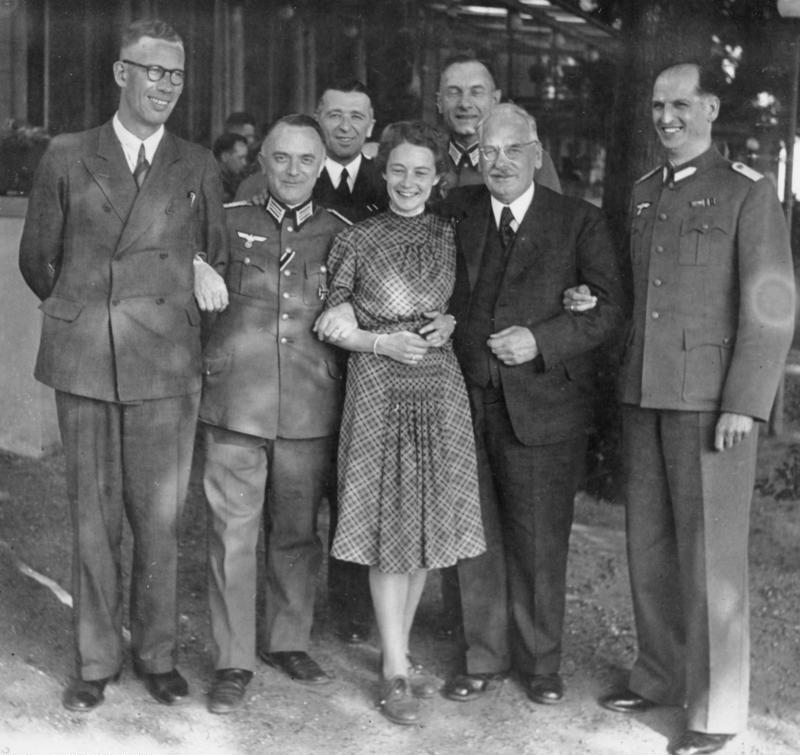
Angehörige des Geheimen Funkmeldedienstes

Gegliedert war die Abwehr seit September 1938 in fünf Bereiche:
- Die Zentralabteilung (Abteilung Z) war für Organisation und Verwaltung zuständig. Leiter der Abteilung Z war von September 1938 bis April 1943 Oberstleutnant, später Oberst, Hans Oster, sein Nachfolger wurde Oberst Jacobsen. Die Zentralabteilung umfasste folgende Arbeitsgebiete:
  - ZO: Allgemeine Angelegenheiten und Zentralkartei
  - ZR: Recht
  - ZF: Finanzen
  - ZB: Außenpolitische und militärische Berichterstattung
- Die Abteilung Ausland unter dem späteren Vizeadmiral Leopold Bürkner war in acht Gruppen unterteilt:
  - Gruppe I: Außen- und Wehrpolitik mit sieben Länderreferaten (Britisches Weltreich, Südosteuropa mit Italien, Asien mit Ägypten, Westeuropa, Osteuropa mit Sowjetisch-Asien, Amerika, Nordeuropa), einem Referat Allgemeine politische Fragen und einem Statistikreferat
  - Gruppe II: Beziehungen zu fremden Wehrmächten, Allgemeines und Registratur mit vier Fachreferaten
  - Gruppe III: Fremde Wehrmächte und Meldesammelstelle mit zehn Referaten
  - Gruppe IV: Marinesonderdienst mit vier Fach- und drei Länderreferaten
  - Gruppe V: Auslandspresse mit drei Fachreferaten
  - Gruppe VI: Kriegsvölkerrechtsfragen mit sieben Fachreferaten
  - Gruppe VII: Kolonialfragen mit drei Referaten (Heer, Luftwaffe, Marine)
  - Gruppe VIII: Informationen mit einem Referat Wehrmachtspropaganda und fünf Länderreferaten

Zum 1. Oktober 1942 wurde die Abteilung zur Amtsgruppe Ausland und ihrerseits in Abteilungen gegliedert.
- Abteilung Abwehr I, der „Geheime Meldedienst“, wurde von 1937 bis Mitte 1943 von Oberstleutnant Hans Piekenbrock geleitet, sein Nachfolger wurde Oberst Georg Alexander Hansen. Aufgabe der Abteilung Abwehr I war die Spionage: Beschaffung von Informationen über das Militär und die Rüstungsindustrien aller potentiellen Gegner Deutschlands sowie über ihre möglichen militärischen Absichten, außerdem der Aufbau und die Kontrolle eines Agentennetzes. Die operative Arbeit wurde von vier Gruppen geleistet:
  - Gruppe I/H (Geheimer Meldedienst Heer)
  - Gruppe I/M (Geheimer Meldedienst Marine)
  - Gruppe I/L (Geheimer Meldedienst Luftwaffe)
  - Gruppe I/G (Technische Abwehrmittel)

Hinzu kamen drei selbständige Referate:
  - I/Wi (Wirtschaft)
  - I/P (Presseauswertung)
  - I/i (Funknetz, Geheimer Funkmeldedienst)[3]
- Abteilung Abwehr II (Sabotage und Zersetzung der Wehrkraft im Feindesland) wurde 1938 von Hauptmann Helmuth Groscurth geleitet, ab Ende 1938/Anfang 1939 von Oberstleutnant, später Generalmajor, Erwin Lahousen und seit Ende 1943 von Oberst Wessel Freytag von Loringhoven. Sie bestand aus drei Gruppen:
  - Chefgruppe: Personalangelegenheiten, Ausbildung der V-Leute, Ausarbeitung von Sabotageanweisungen
  - Gruppe 1: Erkundung und Einsatz von oppositionellen Organisationen und nationalen Minderheiten in verschiedenen Ländern
  - Gruppe 2: Sabotage und Zersetzung

1940 kam eine Gruppe 3 (Ausbildung) hinzu. 1941 wurde die Abteilung neu gegliedert:
- Dem Abteilungschef waren der Ia, der IVa, das Lehr-Regiment Brandenburg und das Lager Quenzsee direkt unterstellt
  - Gruppe W (West)
    - Verwaltung
    - Untergruppe J (Insurgierung, Einsatz nationaler Minderheiten und staatsfeindlicher Bewegungen) mit den Referaten J (Insurgierungsmaterial), W (Westeuropa) und Üb (Übersee)
    - Untergruppe S (Sabotage) mit den Referaten WN (West Nord), WS (West Süd) und Mar (Marineangelegenheiten)
    - Referat z. b. V.

  - Gruppe O (Ost)
    - Verwaltung
    - Untergruppe J (Insurgierung) mit den Referaten JON (Schweden, Sowjetunion, Ferner Osten) und JOS (Balkan, restliches Asien, Ägypten)
    - Untergruppe S (Sabotage) mit den Referaten SON (Schweden, Sowjetunion, Ferner Osten) und SOS (Balkan, restliches Asien, Ägypten)

  - Gruppe T (Technik) mit den Referaten Waffen und Gerät, Fertigung und zwei Laboren
- Abteilung Abwehr III hatte als Aufgaben die Spionageabwehr, die Bekämpfung des Landesverrats, der Sabotage und der Wehrmittelbeschädigung sowie der Korruption und der Wehrkraftzersetzung. Geleitet wurde sie bis Ende 1934 von Kurt Himer, welchem bis zum Frühjahr 1939 der Oberstleutnant Rudolf Bamler folgte. Sein Nachfolger wurde Oberstleutnant, später Generalleutnant, Franz Eccard von Bentivegni.
  - Gruppe III A (Chefgruppe): Allgemeine Angelegenheiten
  - Führungsgruppe III H: Spionageabwehr im Heer, Befragung von Kriegsgefangenen
  - Gruppe III M: Spionageabwehr in der Marine
  - Gruppe III L: Abwehr in der Luftwaffe
  - Gruppe III Wi: Abwehr in der Wirtschaft
  - Gruppe III C: Abwehr bei Behörden im Inland
  - Gruppe III F: Abwehr im Ausland
  - Gruppe III D: Diversion, Feindtäuschung
  - Gruppe III S: Bekämpfung von Sabotage
  - Gruppe III G: Gutachten und Sachverständige
  - Gruppe III N: Auslandsbriefprüfstelle und -telegrammprüfstelle
  - Gruppe III K: Funkabwehr
  - Gruppe III Kgf: Abwehr in Kriegsgefangenenlagern
  - Gruppe III U: Interne Auswertung[5]

Die Außenorganisation der Abwehr-Zentrale in Berlin stützte sich auf Abwehrstellen (Ast) in den Wehrkreisen mit Abwehrnebenstellen (Nest) sowie Abwehraußenstellen in den besetzten Ländern und sogenannte Kriegsorganisationen (KO) in den verbündeten und neutralen Ländern. 1939 gab es folgende Abwehrstellen (und Nebenstellen), denen jeweils einzelne geografische Bereiche zur Bearbeitung zugeteilt waren:
- Abwehrstellen I Königsberg, II Stettin und VIII Breslau – Hauptarbeit gegen Osten,
- Abwehrstelle III Berlin – Hauptarbeit gegen Osten und Diplomatisches Korps,
- Abwehrstelle IV Dresden – Hauptarbeit Polen, Tschechoslowakei,
- Abwehrstelle XIII Nürnberg – Hauptarbeit Balkan sowie Polen und Tschechoslowakei,
- Abwehrstelle X Hamburg – Hauptarbeit England, Frankreich und Übersee, dazu gehörig die Übersee-Funkzentrale, die in die genannten Länder und darüber hinaus Funkverbindungen herstellen konnte
- Abwehrstellen VI Münster, XI Hannover, IX Kassel, V Stuttgart und XII Wiesbaden, Nebenstellen Köln und Trier – Hauptarbeit gegen Westen,
- Abwehrstellen XVIII Salzburg und XVII Wien, Nebenstelle Graz – Hauptarbeit Balkan und Mittelmeerraum,
- Nebenstellen Wilhelmshaven, Bremen und Kiel – England und Übersee in Marineangelegenheiten.[6]

Kriegsorganisationen entstanden während des Kriegsverlaufs z. B. in Spanien, Portugal und der Türkei, Abwehraußenstellen in Frankreich, Belgien und den Niederlanden. Die Organisationsstruktur der Abwehrstellen und Kriegsorganisationen entsprach der Abwehr-Zentrale in Berlin mit ihrer Gliederung in Gruppe I (Geheimer Meldedienst), Gruppe II (Sabotage und Zersetzung) und Gruppe III (Spionageabwehr). Ihre Leiter unterstanden den
jeweiligen Gruppenleitern in der Zentrale.

## Zuständigkeiten und Aktivitäten
Die Abteilung/Amtsgruppe Ausland war die Auswertestelle für alle politischen und militärischen Nachrichten. Auch der Verbindungsreferent des Auswärtigen Amts war hier angesiedelt. Die Aufgabe war die Unterrichtung des OKW über die außenpolitische Lage. Dazu zählte die Sammlung, Auswertung und Weitergabe der außen- und wehrpolitischen Nachrichten, die Sammlung, Sichtung und Zusammenfassung von militärischen Meldungen und Nachrichten, die Auswertung der Auslandspresse, die Bearbeitung der völkerrechtlichen Fragen der Kriegsführung und die Herausgabe entsprechender Weisungen an das OKH, die Seekriegsleitung und das OKL. Darüber hinaus hielt die Abteilung/Amtsgruppe Verbindung zu den deutschen Militärattachés, -beratern und -missionen im Ausland und den ausländischen Militärattachés in Berlin. Auch war sie zuständig für den Marinesonderdienst, Kolonialfragen und Auslandspropaganda, die sie an die Abteilung für Wehrmachtpropaganda und die Informationsabteilung des Auswärtigen Amts weiterzuleiten hatte.
Abwehr I (Spionage) konzentrierte sich auf die Hauptkriegsgegner Frankreich, Großbritannien, USA und Sowjetunion, hinzu kamen der Nahe und Mittlere Osten bis Ostasien. Stützpunkte waren dabei die neutralen Staaten Spanien, Portugal, die Schweiz und die Türkei. Schwerpunkt des Einsatzes gegen Frankreich war seit 1937 bis zur Kapitulation im Sommer 1940 die Erkundung der Heeres- und Marinerüstung sowie der Maginot-Linie. Die Nachrichtenbeschaffung aus Großbritannien und den USA erwies sich als Fehlschlag, denn die dort vor dem Krieg aufgebauten Kontakte wurden nach 1939 von der Spionageabwehr dieser Staaten entdeckt und unterbunden. Für den Angriff auf die Sowjetunion wurden im Frühjahr 1941 drei Aufklärungsstellen (Tarnnamen Walli I, II und III) gebildet, außerdem gab es Frontaufklärungskommandos und -trupps bei den Heeresgruppen und Armeen bzw. Panzergruppen sowie, nach Beginn der Kampfhandlungen, V-Mann-Gruppen, die hinter den feindlichen Linien aufklären sollten.
Abwehr II (Sabotage und Zersetzung) führte den ersten Einsatz vor und während des Überfalls auf Polen im Herbst 1939 durch. Speziell gebildete Einsatzgruppen hatten die Aufgabe, die Verkehrswege im Grenzgebiet für den Vormarsch der deutschen Truppen zu sichern und das oberschlesische Industriegebiet vor der Zerstörung zu bewahren. Im April 1940 besetzte Abwehr II vor dem Einmarsch in Dänemark zwei Eisenbahnbrücken nördlich der deutsch-dänischen Grenze, und im Mai 1940 wurden die Befestigungsanlagen in Belgien sowie in den Niederlanden ausgeschaltet. Weitere Einsätze richteten sich u. a. gegen gegnerische Rohstofftransporte und gegnerische Handelsschiffe in neutralen Häfen. Während des Kriegsverlaufs fanden verstärkt Sabotage- und Diversionsaktionen gegen die Sowjetunion in deren Hinterland statt. Die der Abwehr II untergeordnete Spezialeinheit Brandenburg wurde vor allem im Krieg gegen die Sowjetunion, aber auch in Jugoslawien, Albanien, Griechenland und Nordafrika sowie auch auf jedem anderen Kriegsschauplatz wie in Spitzbergen eingesetzt.
Abwehr III hatte neben Spionageabwehr, Schutz der Truppe und Bekämpfung von Landesverrat sowie Sabotage auch die Aufgabe, eigene Rüstungsmaßnahmen zu schützen. So wurde zum Beispiel 1944 die Widerstandsgruppe rund um Kaplan Heinrich Maier, die exakte Zeichnungen der V-2-Rakete und des Tigerpanzers sowie Lageskizzen von kriegswichtigen Rüstungsfabrikationsanlagen dem amerikanischen Office of Strategic Services zukommen hat lassen, vom Doppelagenten Bedřich Laufer, der sowohl für das OSS, als auch die deutsche Abwehr und den Sicherheitsdienst des Reichsführers SS arbeitete, aufgedeckt. Hinzu kam nicht nur die Überwachung der gegnerischen Nachrichtendienste, sondern auch die Feindtäuschung, z. B. durch das „Umdrehen“ gegnerischer Agenten und den Einsatz von sogenanntem „Spielmaterial“, d. h. falschen, aber glaubhaft dargebotenen Informationen. Seit Ende 1939 operierten kleine Abwehr III-Gruppen bei den Feldtruppen, um die Akten des unterlegenen Gegners vor der absichtlichen Vernichtung zu sichern. Die Geheime Feldpolizei wurde mit Kriegsbeginn Abwehr III direkt unterstellt.

## Verhältnis zur Gestapo und dem SD
Seit der Machtergreifung bis zur Auflösung des Amts Ausland/Abwehr im Frühjahr 1944 stand dieses in Konkurrenz zu zwei weiteren geheimdienstlich arbeitenden Institutionen des NS-Staats, der Geheimen Staatspolizei (Gestapo) und dem Sicherheitsdienst des Reichsführers SS (SD). Erstmals 1935 wurde auf beiderseitigen Wunsch von Canaris und Heinrich Himmler zwischen Werner Best (Gestapo) und Canaris eine Vereinbarung geschlossen. Darin wurden exekutive Aufgaben ausschließlich der Gestapo übertragen, der Abwehr dagegen alle „zum Schutz der nationalen Sicherheit und der wehrpolitischen Belange“ zugestanden. Der SD wurde zum „politischen Nachrichtendienst“ für In- und Ausland. Trotz dieser Einigung bestanden V-Mann-Gruppen der Abwehr, sogenannte „Hauskapellen“, die selbstständig nach verdächtigen Personen fahndeten und sie beschatteten. Die Gestapo dagegen führte Gegenspionageaktionen neben der oder gegen die Abwehr durch. Best und Canaris handelten daher eine neue aus zehn Punkten bestehende Vereinbarung aus, die intern als „Zehn Gebote“ bezeichnet wurde. Dabei wurde die Gegenspionage allein der Abwehr zugewiesen, die Gestapo durfte diese nur informieren. Im Gegenzug war die Abwehr verpflichtet, der Gestapo alle Hinweise auf Landesverrat zu melden und selbst nicht zu ermitteln. Canaris setzte jedoch zum letztgenannten Punkt durch, dass in Einzelfällen davon abgesehen werden konnte, in denen die Gewinnung von Informationen durch Einschaltung der Gestapo vereitelt worden wäre. Nach dem Zusammenschluss von SD, Gestapo und Kriminalpolizei im Reichssicherheitshauptamt versuchte dessen Chef Reinhard Heydrich, die Abwehr in dieses einzugliedern, was erst 1944 seinem Nachfolger Ernst Kaltenbrunner gelang. 1942 konnte Heydrich jedoch gegenüber Canaris durchsetzen, dass die Gegenspionage von Gestapo und SD übernommen wurden und die „Hauskapellen“ der Genehmigung der Sicherheitspolizei bedurften.

## Widerstand in der Abwehr

### Staatsstreichpläne
Während in den ersten Jahren nach Hitlers Machtübernahme 1933 die überwiegende Mehrheit der Abwehr, wie auch in der gesamten Reichswehr, positiv zur neuen Regierung eingestellt war, regte sich ab 1938 Kritik. Die von Hitler erzwungenen Rücktritte des Oberbefehlshabers des Heeres Werner von Fritsch und des Reichskriegsministers Werner von Blomberg im Februar 1938 empörten viele Offiziere. Nachdem Hitler entschieden hatte, die Tschechoslowakei militärisch zu zerschlagen, entstand im Spätsommer 1938 ein erster Staatsstreichplan. An der Planung beteiligt waren – neben Heeresgeneralstabschef Ludwig Beck und anderen Heeresoffizieren wie dem Befehlshaber des Berliner Wehrkreises Erwin von Witzleben und General Franz Halder – auf Seiten der Abwehr vor allem Oberstleutnant Hans Oster, Abwehrchef Wilhelm Canaris und Reichsgerichtsrat Hans von Dohnanyi. Nach dem Abschluss des Münchner Abkommens am 29. September mit dem britischen Außenminister Neville Chamberlain, das zur unblutigen Annexion des Sudetenlandes führte, war der vorbereitete Staatsstreich hinfällig.
Ein zweiter Staatsstreichplan entstand, als Hitler sich am 22. Oktober 1939 zur Durchführung der Westoffensive entschlossen hatte. Die Initiative zu diesem Plan ging von General Halder aus, der inzwischen als Nachfolger Becks Generalstabschef des Heeres war. Er sah, ebenso wie die Befehlshaber der drei Heeresgruppen, von Leeb, von Rundstedt und von Bock, denen die Hauptaufgaben zufallen sollten, in einem Angriff auf die Westmächte ein unvertretbares militärisches Risiko. Halder gab Major Helmuth Groscurth, dem Leiter der Abwehrabteilung II (Sabotage und Zersetzung) den Auftrag, den Umsturzplan von 1938 zu aktualisieren.
Halder wollte, im Gegensatz zu seinen Mitverschwörern Canaris und Oster, erst losschlagen, wenn sich kein anderes Mittel fände, Hitler aufzuhalten. Er trug am 5. November, zusammen mit dem Oberbefehlshaber des Heeres, Generaloberst Walther von Brauchitsch, Hitler noch einmal die Bedenken der Truppenführer vor. Erschreckt von dem darauf erfolgten Wutausbruch Hitlers, ließ Halder die bis dahin erstellten Staatsstreichunterlagen vernichten.

### Rettung von Oppositionellen und Juden
Nach dem Scheitern der Staatsstreichpläne bestand der Widerstand von Admiral Canaris einerseits darin, die konspirativen Aktivitäten seiner Mitarbeiter zu decken. Darüber hinaus schöpfte er andererseits die Möglichkeiten aus, die sein Amt ihm bot: so ließ er Oppositionelle, die zum Kriegsdienst eingezogen wurden, zu Mitarbeitern des Abwehramtes machen, um sie den Nachstellungen der Gestapo zu entziehen, oder es wurden Juden als V-Männer oder Agenten beschäftigt, um sie vor der Festnahme und Deportation zu bewahren. Mit falschen Papieren der Abwehr sorgte Canaris unter anderem dafür, dass sich der im besetzten Warschau verfolgte und untergetauchte Oberrabbiner Joseph Isaak Schneersohn im Ausland in Sicherheit bringen konnte. Auch die Frau und die Kinder des ehemaligen polnischen Militärattachés in Berlin, Antoni Szymanski, konnten dank der Hilfe von Canaris in die Schweiz entkommen.
Während der Kriegsjahre soll Canaris sogar versucht haben, über geheimdienstliche Kanäle im Osten wie im Westen die Chancen eines Separatfriedens zu erkunden, was er selbst allerdings nie eingestand.

### Vatikan-Aktion
Hans Oster, der Leiter der Abteilung Z in der Abwehr und gleichzeitig Stellvertreter von Canaris im Mobilmachungsfall, suchte schon seit Herbst 1939 seinen eigenen Weg des Widerstands. Mit Beck und Dohnanyi verabredete er zunächst eine diplomatische Initiative, um zu erkunden, ob überhaupt und, wenn ja, unter welchen Bedingungen, die Westmächte sich zu einer Art Stillhalteerklärung im Fall eines Militärputsches bereitfinden würden. Ziel war es, einen später noch einmal zu erwägenden Umsturz außenpolitisch abzusichern, um den zögerlichen Generälen die Sorge zu nehmen, die Alliierten könnten einen Machtwechsel in Deutschland militärisch ausnutzen. Als Mittelsmann wurde der Rechtsanwalt und Regime-Gegner Josef Müller ausersehen, der seit Kriegsbeginn seinen Militärdienst in der Abwehrstelle München leistete und gute Verbindungen zum Heiligen Stuhl besaß. Er sollte Papst Pius XII. für eine Kontaktaufnahme mit England gewinnen. Tatsächlich gab es in den folgenden Monaten zwei Gespräche zwischen dem Papst Pius XII. und dem britischen Gesandten Francis d’ Arcy Osborne, aber die Initiative verlief im Sande.
Müller wurde im April 1943 von der Gestapo festgenommen und nacheinander in den Konzentrationslagern Buchenwald, Flossenbürg und Dachau inhaftiert, bis er befreit wurde. Auch sein Mitarbeiter Randolph von Breidbach-Bürresheim, ebenfalls Offizier in der Münchner Abwehrstelle, wurde verhaftet und starb 1945 im Konzentrationslager Sachsenhausen.

### Verrat des Angriffsplans der Westoffensive
Zusätzlich zur eingeleiteten Vatikan-Initiative fasste Oster den Entschluss, „auf eigene Faust und auf eigene Verantwortung“ Hitlers Westoffensive zu verhindern, da er dem Widerstandswillen der Generalität misstraute. Er verriet seinem langjährigen Freund, dem niederländischen Militärattaché Major Gijsbertus Jacobus Sas, Hitlers Aggressionsplan mit dem Angriffsbeginn am 12. November 1939. Damals hoffte Oster noch darauf, Hitler werde die Westoffensive absagen, falls die Niederlande und auch Belgien starke Verteidigungsmaßnahmen einleiteten. In den folgenden Monaten, als Hitler wegen der ungünstigen Wetterlage fast dreißig Male die Westoffensive verschob, aber nicht an Aufgabe der Pläne dachte, informierte Oster Sas über jeden geplanten Angriffstermin und bekannte: „Man kann nun sagen, dass ich Landesverräter bin, aber das bin ich in Wirklichkeit nicht, ich halte mich für einen besseren Deutschen als alle die, die hinter Hitler herlaufen. Mein Plan und meine Pflicht ist es, Deutschland und die Welt von dieser Pest zu befreien.“
In Den Haag und auch in Brüssel nahm niemand die Warnungen von Sas ernst, deshalb wurden keine verstärkten Vorkehrungen zur Landesverteidigung getroffen. Die deutsche Offensive begann am Morgen des 10. Mai, noch am selben Tag erreichte die 18. Armee das IJsselmeer. Am Abend des 14. Mai kapitulierten die niederländischen, am 28. Mai dann die belgischen Streitkräfte. Von Osters Weitergabe der Angriffstermine hat das NS-Regime nie etwas erfahren, sie wurde erst nach dem Krieg von Sas selbst bekannt gemacht.

### Materialsammlung zu NS-Verbrechen
Hans von Dohnanyi wurde von Oster im Herbst 1939 für den Dienst in der Abwehr angefordert, nachdem Dohnanyi seinen Einberufungsbefehl erhalten hatte. Oster richtete für ihn das Referat Berichterstattung (ZB) ein, wo er offiziell anhand der eingehenden Meldungen die außen- und militärpolitische Lage zu analysieren hatte. Im Geheimen führte Dohnanyi seine Materialsammlung über Rechtsbrüche des Regimes weiter, die er bereits vor dem Krieg als persönlicher Referent des Justizministers Franz Gürtner und als Reichsgerichtsrat in Leipzig begonnen hatte. Alle Informationen über Verbrechen, an die er nicht zuletzt mit Hilfe seines Schwagers, des Theologen Dietrich Bonhoeffer, gelangte, hielt er schriftlich fest, um sie gegebenenfalls später in einem Prozess gegen das Regime zu verwenden.

### Unternehmen Sieben
Im September 1942 organisierte Dohnanyi, in Abstimmung mit Canaris und Oster, die Flucht von 14 Juden in die Schweiz unter dem Deckmantel einer fiktiven Spionageoperation, dem Unternehmen Sieben. Um sie mit Geld zu versorgen – die Schweiz erlaubte die Einreise nur bei ausreichenden finanziellen Mitteln – erhielten die Flüchtlinge 100.000 Dollar aus einem Schweizer Devisendepot der Abwehr. Als diese Finanztransaktion auffiel, wurde unter dem Stichwort Depositenkasse eine Ermittlung eingeleitet. Am 5. April 1943 wurde Dohnanyi von der Gestapo unter dem Vorwurf von Devisenvergehen festgenommen, Oster wurde am selben Tag im Rahmen der Depositenkassen-Ermittlung seines Amtes in der Abwehr enthoben und unter Hausarrest gestellt.
Während seiner Gestapohaft im Gefängnis in der Prinz-Albrecht-Straße und anschließend im Konzentrationslager Sachsenhausen erkrankte Dohnanyi schwer. In Sachsenhausen wurde er am 8. oder 9. April 1945 nach einem Scheingerichtsverfahren von der SS ermordet. Direkt oder indirekt waren am Unternehmen Sieben noch weitere Abwehroffiziere beteiligt, wie Hauptmann Hans Harald Berger aus dem Referat I H West/3 in der Berliner Zentrale, Oberstleutnant Erich Fiedler, ein ehemaliger Mitarbeiter Groscurths, Hauptmann Süß, der Leiter des Gegenspionage-Referats III F in der Abwehrstelle München, und Georg Duesterberg aus der Finanzabteilung ZF.
Nach dem Attentat vom 20. Juli 1944 kam Oster tags darauf in Gestapo-Haft. Ein SS-Gericht im Konzentrationslager Flossenbürg verurteilte ihn am 8. April 1945 zum Tode durch Hängen, und am Tag darauf wurde er zusammen mit Canaris, dem Theologen Dietrich Bonhoeffer, Heeresrichter Karl Sack und dem Abwehrhauptmann Ludwig Gehre gehängt. Osters enger Vertrauter, der Marineoffizier Franz-Maria Liedig, der ihn zu allen Treffen mit Sas begleitet hatte und der auch an den Staatsstreichplänen beteiligt war, wurde Anfang November 1944 von der Gestapo festgenommen. Bis Ende April 1945 wurde er in mehreren Konzentrationslagern in Haft gehalten, aber schließlich von den Alliierten aus Dachau befreit.

### Widerstandskämpfer in der Abwehr
Die engsten Mitarbeiter von Canaris waren wie er seit 1938/39 Regime-Gegner und im Widerstand tätig. Dazu zählten:
- Hans Piekenbrock, Leiter von Abwehr I bis März 1943, der ungewöhnliche Ineffizienz bei seinen Mitarbeitern förderte: Akten gingen verloren, Berichte wurden selten gelesen und noch seltener überprüft.[25]
- Georg Alexander Hansen, Piekenbrocks Nachfolger, der seit 1943 an allen Planungen für das Attentat auf Hitler am 20. Juli 1944 mitwirkte, anschließend verhaftet, vom Volksgerichtshof zum Tode verurteilt und am 8. September im Gefängnis Berlin-Plötzensee hingerichtet wurde.
- Helmuth Groscurth, 1938 Leiter von Abwehr II.
- Erwin Lahousen, Anfang 1939 bis Mitte 1943 Leiter von Abwehr II, der sich im Herbst 1939 bereit erklärte, Sprengstoff für den geplanten Staatsstreich aus dem Depot zu entwenden, und im Frühjahr 1943 den Heeresoffizieren Oberst i. G. Henning von Tresckow und Major Rudolf-Christoph von Gersdorff den Sprengstoff für die von ihnen geplanten Anschläge auf Hitler zur Verfügung stellte.
- Wessel Freytag von Loringhoven, als Nachfolger Lahousens Leiter der Abteilung II von Mitte 1943 bis Mitte 1944, der sich der Widerstandsgruppe um Claus Schenk Graf von Stauffenberg anschloss und sie mit dem Sprengstoff für das Attentat am 20. Juli versorgte. Da der Freigabeschein für den Sprengstoff die Unterschrift von Major Wolfgang Abshagen, ebenfalls aus der Abteilung II, trug, wurde Abshagen nach dem 20. Juli verhaftet. Von der Gestapo im November aus der Haft entlassen, wurde Abshagen im August 1945 vom sowjetischen Geheimdienst ermordet. Freytag von Loringhoven tötete sich selbst bereits am 26. Juli 1944, um seiner Verhaftung durch die Gestapo zu entgehen.
- Rudolf von Marogna-Redwitz, von 1938 bis Sommer 1944 Leiter der Abwehrstelle Wien, der sich zusammen mit seinem Mitarbeiter Emmerich von Boxberg für Verfolgte des Regimes einsetzte, indem er sie als angebliche Informanten beschäftigte oder ihnen mit fingierten Auslandsaufträgen die Flucht ermöglichte.[26] Nach Canaris’ Amtsenthebung im Frühjahr 1944 wurde auch Marogna-Redwitz abgesetzt und stellte sich den Verschwörern um Stauffenberg als Verbindungsoffizier für den Wehrkreis XVII (Wien) zur Verfügung. Nach dem 20. Juli verhaftet, wurde er am 12. Oktober vom Volksgerichtshof zum Tode verurteilt und noch am selben Tag im Gefängnis Berlin-Plötzensee hingerichtet.
- Otto Armster, Marogna-Redwitz’ Nachfolger als Leiter der Abwehrstelle Wien ab April 1944, der von den Attentätern des 20. Juli als Verbindungsoffizier für den Wehrkreis XVIII (Salzburg) vorgesehen war. Am 23. Juli 1944 wurde Armster in Wien festgenommen und anschließend im Berliner Gefängnis Lehrter Straße inhaftiert, bis ihm am 25. April 1945 die Flucht gelang. Vom sowjetischen Geheimdienst festgenommen, blieb er bis 1955 in Haft.

Canaris selbst wurde am 9. April 1945 im KZ Flossenbürg durch Erhängen von der SS ermordet.

## Auflösung
Am 11. Februar 1944, also noch vor dem Attentat vom 20. Juli 1944, wurde Admiral Canaris von Adolf Hitler seines Amtes enthoben. Noch vor seiner Amtsenthebung hatte er Oberst Georg Alexander Hansen zu seinem Nachfolger als Chef des Amts Ausland/Abwehr ernannt.
Der Chef der Sicherheitspolizei und des SD Ernst Kaltenbrunner und der Chef des SD-Ausland Walter Schellenberg erwirkten von Hitler im Februar 1944 einen Führerbefehl zur Bildung eines „einheitlichen geheimen Meldedienstes“ unter der Führung des Reichsführers SS.
Die Abteilungen Abwehr I („Geheimer Meldedienst“) und Abwehr II (Sabotage und Zersetzung der Wehrkraft im Feindesland) wurden unter der Leitung von Hansen im Mai 1944 als „Militärisches Amt“ (Amt Mil) in das Reichssicherheitshauptamt überführt und unterstand von da an Schellenberg, Hansen war dessen Stellvertreter. Nur die Amtsgruppe Ausland und die Truppenabwehr (Abwehr III H, M, L, G und Kgf) blieben beim OKW und wurden dem Wehrmachtführungsstab bzw. dem Chef Truppenabwehr im OKW Eduard Martini unterstellt. Die Frontaufklärungsverbände II und III West wurden dem Oberbefehlshaber West, die Frontaufklärungsverbände II und III Ost der Heerswesenabteilung des Oberkommandos des Heeres, die Frontaufklärungsverbände I den Abteilungen FHO und FHW im OKH unterstellt. Alle übrigen Bereiche der Abwehr wurden der Gestapo und dem SD zugeschlagen.

## Einzelbelege
1. ↑  Norbert Müller, Helma Kaden, Gerlinde Grahn, Brün Meyer, Timan Koops: Das Amt Ausland/Abwehr im Oberkommando der Wehrmacht. Eine Dokumentation. Hrsg.: Bundesarchiv (= Materialien aus dem Bundesarchiv. Band 16). Koblenz 2007, ISBN 978-3-86509-767-5, S. 43.
2. ↑  Uwe Brammer: Spionageabwehr und „Geheimer Meldedienst“. 1989, S. 13.
3. ↑  Rudolf Staritz: Abwehrfunk – Funkabwehr. Technik und Verfahren der Spionagefunkdienste. (pdf) S. 11, abgerufen am 26. Dezember 2023 (Unveröffentlichtes Buchmanuskript. Redaktionsschluss Mitte 1985, überarbeitete Version 2018).
4. ↑  Geschäftsverteilungsplan der Abwehrabteilung II. In: Russisch-deutsches Projekt zur Digitalisierung deutscher Dokumente in den Archiven der Russischen Föderation. Abgerufen am 21. April 2025.
5. ↑  Norbert Müller, Helma Kaden, Gerlinde Grahn, Brün Meyer, Timan Koops: Das Amt Ausland/Abwehr im Oberkommando der Wehrmacht. Eine Dokumentation. Hrsg.: Bundesarchiv (= Materialien aus dem Bundesarchiv. Band 16). Koblenz 2007, ISBN 978-3-86509-767-5, S. 51–59.
6. ↑  Gert Buchheit: Der deutsche Geheimdienst. 1966, S. 111.
7. ↑  Dienstanweisung für die Abteilung Ausland. In: Russisch-deutsches Projekt zur Digitalisierung deutscher Dokumente in den Archiven der Russischen Föderation. Abgerufen am 26. April 2025.
8. ↑  Norbert Müller, Helma Kaden, Gerlinde Grahn, Brün Meyer, Timan Koops: Das Amt Ausland/Abwehr im Oberkommando der Wehrmacht. Eine Dokumentation. Hrsg.: Bundesarchiv (= Materialien aus dem Bundesarchiv. Band 16). Koblenz 2007, ISBN 978-3-86509-767-5, S. 54–55.
9. ↑  Norbert Müller, Helma Kaden, Gerlinde Grahn, Brün Meyer, Timan Koops: Das Amt Ausland/Abwehr im Oberkommando der Wehrmacht. Eine Dokumentation. Hrsg.: Bundesarchiv (= Materialien aus dem Bundesarchiv. Band 16). Koblenz 2007, ISBN 978-3-86509-767-5, S. 55–57.
10. ↑  Vgl. Hansjakob Stehle: Die Spione aus dem Pfarrhaus. In: Die Zeit, vom 5. Januar 1996.
11. ↑  Peter Broucek: Die österreichische Identität im Widerstand 1938–1945. In: Peter Broucek: Militärischer Widerstand. Studien zur österreichischen Staatsgesinnung und NS-Abwehr. Böhlau, Wien u. a. 2008, ISBN 978-3-205-77728-1, S. 155–177, hier S. 163.
12. ↑  Andrea Hurton, Hans Schafranek: Im Netz der Verräter. In: Der Standard. 4. Juni 2010, abgerufen am 26. Dezember 2023.
13. ↑  Norbert Müller, Helma Kaden, Gerlinde Grahn, Brün Meyer, Timan Koops: Das Amt Ausland/Abwehr im Oberkommando der Wehrmacht. Eine Dokumentation. Hrsg.: Bundesarchiv (= Materialien aus dem Bundesarchiv. Band 16). Koblenz 2007, ISBN 978-3-86509-767-5, S. 58–60.
14. ↑  Hermann Wentker: Umsturzversuche 1938–1943. In: Peter Steinbach, Johannes Tuchel: Widerstand gegen die nationalsozialistische Diktatur. 1933–1945. 2004, S. 469–488, hier S. 473; und Gerd R. Ueberschär: Auf dem Weg zum 20. Juli. In: Aus Politik und Zeitgeschichte. Heft 27, 2004, S. 15–22, hier S. 4.
15. ↑  Gerd R. Ueberschär: Das Dilemma der deutschen Militäropposition. 2001, S. 10.
16. ↑  Michael Mueller: Canaris. 2006, S. 307.
17. ↑  Winfried Meyer: Unternehmen Sieben. 1993, S. 23.
18. ↑  Romedio Galeazzo Graf von Thun-Hohenstein: Der Verschwörer. 1982, S. 147 ff.
19. ↑  Hermann Graml: Der Fall Oster. In: Vierteljahrshefte für Zeitgeschichte. Jahrgang 14, Heft 1, 1966, S. 26–39, hier S. 36.
20. ↑  Romedio Galeazzo Graf von Thun-Hohenstein: Der Verschwörer. 1982, S. 193.
21. ↑  Sas’ Aussage vor einem niederländischen Untersuchungsausschuss am 16. März 1948, www.mei1940.nl/Verslagen/Maj-Sas-Verhoor.htm
22. ↑  Elisabeth Chowaniec: Der „Fall Dohnanyi“. 1991, S. 15.
23. ↑  Winfried Meyer: Unternehmen Sieben. 1993.
24. ↑  Winfried Meyer: Unternehmen Sieben. 1993, S. 350 f.
25. ↑  Michael Howard: Strategic Deception. 1990, S. 48.
26. ↑  Peter Hoffmann: Widerstand, Staatsstreich, Attentat. 2., erweiterte und überarbeitete Auflage. 1970, S. 555.
27. ↑  Reichssicherheitshauptamt. In: European Holocaust Research Infrastructure. Abgerufen am 3. Februar 2025.

Abwehr I/i |
B-Dienst |
FA |
HLS |
In 7/VI |
KONA |
OKH/GdNA |
OKL/Chi |
OKL/Ln Abt 350 |
OKW/Chi |
Pers Z 